# Onni Peltonen

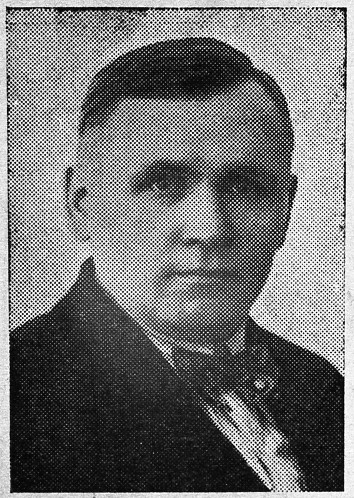
Onni Peltonen 1936.

Onni Evert Peltonen, född 27 augusti 1894 i Jyväskylä landskommun, död 11 september 1969 i Jyväskylä, var en finländsk politiker. 
Peltonen avlade lokförarexamen 1924 och var under 1920- och 1930-talen anställd vid Statsjärnvägarna. Han var representant för socialdemokraterna i Finlands riksdag 1933–1961 samt kommunikationsminister 1945–1946, 1948–1950 och 1951–1952, andre socialminister 1948 och socialminister 1954–1956.